# Fleurieux-sur-l'Arbresle
Fleurieux-sur-l'Arbresle es una comuna francesa situada en el departamento del Ródano, de la región de Auvernia-Ródano-Alpes.

## Demografía
| 717 | 802 | 918 | 1 496 | 1 840 | 2 025 | 2 227−2015=2 334 |
| Para los censos de 1962 a 1999 la población legal corresponde a la población sin duplicidades (Fuente: INSEE [Consultar]) |     |     |       |       |       |                  |